# Andrew Davies (fotbollsspelare)

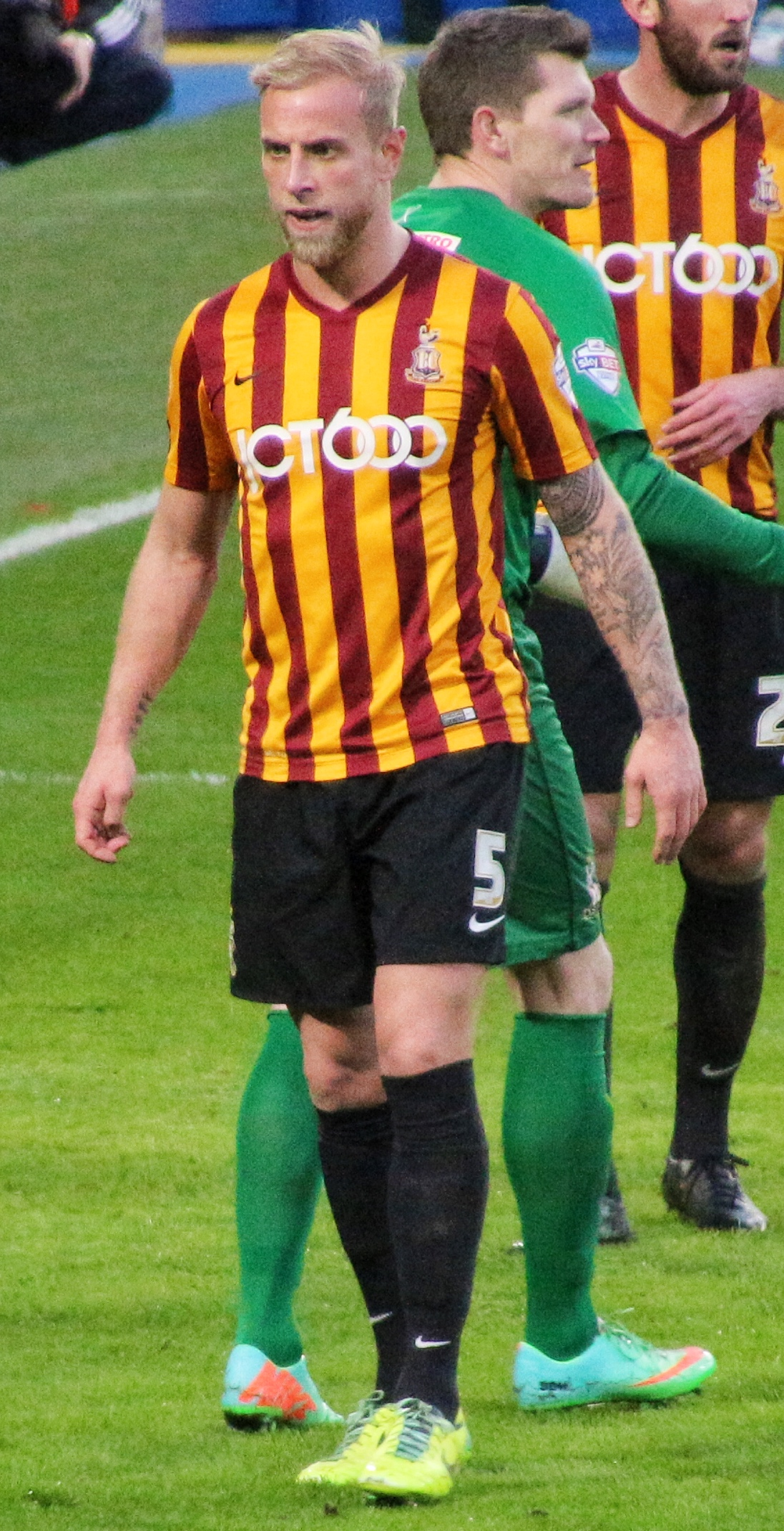
Andrew Davies

Andrew John Davies, född 17 december 1984 i Stockton-on-Tees, England, är en engelsk fotbollsspelare, för närvarande i Bradford City. Han kom till klubben från Stoke City. Han har tidigare spelat för bland annat Middlesbrough, Queens Park Rangers, Derby County och Southampton. Han har även spelat för Englands U21-landslag.